# Теплен
Тѐплен е село в Югозападна България. То се намира в община Хаджидимово, област Благоевград.

## Население

### Етнически състав
Преброяване на населението през 2011 г.
Численост и дял на етническите групи според преброяването на населението през 2011 г.:
|                     | Численост |
| Общо                | 466       |
| Българи             | 60        |
| Турци               | 11        |
| Цигани              | -         |
| Други               | -         |
| Не се самоопределят | -         |
| Неотговорили        | 393       |

## География
Село Теплен се намира в планински район. Разположено е на Бесленския рид. Най-високата точка в землището му е връх Тепленски връх - 980 метра, намиращ се на самата граница с Гърция при гранична пирамида номер 146.

## История
В османски данъчен регистър за ленните владения в Западните Родопи и Сярско от 1499 - 1502 година се споменава, че населението на селото е било вече мюсюлманско.
В списъка на населените места с регистрирани имена на главите на домакинствата през втората половина на XV и началото на XVI век в село Теплен (Папа Вълкан) са регистрирани 78 лица.
В XIX век Теплен е мюсюлманско село в Неврокопска каза на Османската империя. В „Етнография на вилаетите Адрианопол, Монастир и Салоника“, издадена в Константинопол в 1878 година и отразяваща статистиката на населението от 1873 година, Теплен (Téplen) е посочено като село с 45 домакинства и 130 жители помаци. Съгласно статистиката на Васил Кънчов („Македония. Етнография и статистика“) към 1900 година Теплен е българо-мохамеданско селище. В него живеят 360 души, всички българи-мохамедани в 135 къщи. Според Стефан Веркович към края на XIX век Теплен има мюсюлманско мъжко население 156 души, което живее в 45 къщи. През 1899 година селото има население 370 жители според резултатите от преброяване населението на Османската империя.